# Björn Jakobson
Björn Jakobson, född 14 augusti 1934 i Engelbrekts församling i Stockholm, är en svensk entreprenör.
Björn Jakobson är son till civilingenjören Nils Jakobson och Anna-Maja Rooth. Tillsammans med sin bror Stens hustru Elsa Jakobson grundade han 1961 företaget Babybjörn AB, som tillverkar babysitters, bärselar, sängar och andra artiklar för små barn. Han äger tillsammans med sin fru, formgivaren Lillemor Jakobson, Lillemor Design AB, vilket är moderföretag i den koncern i vilken Babybjörn ingår.
Björn och Lillemor Jakobsons företag har uppfört och driver Konsthallen Artipelag i Värmdö kommun.
Den 6 augusti 2018 var Björn Jakobson värd för radioprogrammet Sommar i P1.
Björn Jakobson är sedan 1962 gift med Lillemor Jakobson född Alm (född 1935), dotter till civilingenjören Gösta Alm och Dagmar Liljedahl. Tillsammans har de en son född 1963 och tre döttrar, födda 1964, 1967 och 1974.

## Utmärkelser
- H.M. Konungens medalj i guld av 12:e storleken i högblått band (2012) för sina insatser i svenskt näringsliv. [8]
- Albert Bonniers pris till Årets företagare (1998), tillsammans med Lillemor Jakobson.[9]